# Euphorbia silenifolia
Euphorbia silenifolia är en törelväxtart som först beskrevs av Adrian Hardy Haworth, och fick sitt nu gällande namn av Robert Sweet. Euphorbia silenifolia ingår i släktet törlar, och familjen törelväxter. Inga underarter finns listade i Catalogue of Life.